# Operazione Caos
Operazione Caos (Operation Chaos), edito in italiano anche come Operazione Ifrit e Operazione Salamandra, è un romanzo di science fantasy di Poul Anderson del 1971.
Il romanzo, pubblicato in origine col titolo Operation Changeling, faceva parte di una serie di storie su degli investigatori che usano magia e religione edita sulla rivista The Magazine of Fantasy and Science Fiction negli anni sessanta (ripubblicato in seguito come Operation Chaos).
Il protagonista è un lupo mannaro americano. Un seguito, Operation Luna, è stato pubblicato nel 2000.
In Italia è stato pubblicato per la prima volta nel 1985 nella collana Urania con il numero 1010.

## Trama
In un universo alternativo, dove l'esistenza di Dio è scientificamente provata e la magia viene utilizzata per le faccende quotidiane dei praticanti, gli Stati Uniti sono parte di una seconda guerra mondiale alternativa in cui il nemico non è la Germania, ma un Califfato islamico emergente. Il lupo mannaro Steven Matuchek e la strega Virginia si incontrano durante una missione in cui devono impedire all'esercito islamico di scatenare una potente arma segreta, un genio fuggito da una lampada in cui era stato rinchiuso da re Salomone. Insieme, combatteranno il demone, fermeranno uno spirito elementale invocato a una festa di college impazzita, confronteranno un incubo/succubo durante la loro fuga romantica, e andranno nella dimensione infernale per salvare la loro figlia.

## Ambientazione
Alcune parti del libro possono essere considerate una specie di satira sociale. Ad esempio, sono diffuse le scope e i tappeti volanti (entrambi i mezzi sono forniti di abitacoli), che sembrano fornire una valida, non inquinante alternativa alle automobili, dato che i mezzi, avendo il cielo a completa disposizione, non sono soggetti agli ingorghi stradali.
Oltretutto, all'Inferno i protagonisti scoprono una forma di tortura particolarmente truce riservata ai peccatori più incalliti. La punizione consiste nell'essere rinchiusi in impacciati veicoli terrestri che si muovono con esasperante lentezza su affollate strisce di asfalto, emettendo fumi nocivi.
Sempre all'Inferno i protagonisti - provenendo da una realtà alternativa in cui in Germania non c'era mai stato il nazismo - non riescono a capire chi sia l'uomo dal forte accento tedesco, con i baffi e la fascia sul braccio, né sanno perché i demoni più potenti tremino al suo cospetto, o perché egli faccia uso dell'"antico e onorevole simbolo della svastica".
Un'altra parte del libro descrive l'analogo magico della controcultura degli anni sessanta, presentato in modo alquanto scherzoso, riflettendo le idee di Anderson al riguardo.
Nella forma di lupo mannaro, Matuchek non è soggetto a molte delle debolezze del lupo mannaro del folklore, o piuttosto di quello descritto nel romanzo Tre cuori e tre leoni, sempre di Anderson. Matuchek conserva la sua personalità anche da lupo, e può così sfruttare questa forma per combattere diversi nemici; in questo mondo magico, oltretutto, non c'è discriminazione sociale nei confronti dei licantropi.
La dipendenza dalla Luna per la trasformazione in lupo è alquanto relativa, dato che i componenti della luce lunare sono stati isolati per creare un "flash" che permette a Matuchek di trasformarsi in qualunque momento. Gli rimane invece una certa vulnerabilità all'argento. Per la legge della conservazione della massa, Matuchek si trasforma in un lupo alquanto grosso, anche se altri mutaforma, avendo trasformazioni più drastiche, hanno problemi notevoli.